# TVN24 BiS
TVN24 BiS (dawniej: TVN24 Biznes i Świat) – kanał informacyjny należący do Grupy TVN, koncentrujący się na wiadomościach biznesowych i zagranicznych.

## Historia
30 lipca 2013 Grupa TVN poinformowała, że rezygnuje z marki CNBC i zakończy współpracę. Pierwotnie rozważano nazwę TVN Biznes, jednak Grupa TVN podjęła decyzję o nazwie TVN24 Biznes i Świat. Kanał TVN CNBC zakończył nadawanie w nocy z 31 grudnia 2013 na 1 stycznia 2014, uruchamiając TVN24 Biznes i Świat. Kanał powstał jako uzupełnienie treści TVN24 – w której dominują tematy związane głównie z polską polityką. Dzięki współpracy z CNN ma dostęp do ogromnej liczby materiałów z całego świata. 26 lutego 2016 roku zmieniono nazwę kanału na TVN24 BIS.
1 lipca 2019 redaktorem naczelnym stacji został Jacek Stawiski, który pełnił tę funkcję do czerwca 2021.
Od czerwca 2021 funkcję redaktora naczelnego pełni Katarzyna Ramotowska.
W maju 2020 Grupa TVN zawarła porozumienie z Wirtualną Polską, w wyniku którego kanały TVN24 i TVN24 BiS dołączą do oferty platformy internetowej WP Pilot.
Od 11 marca do 13 września 2020 TVN24 BiS z powodu pandemii koronawirusa retransmitował program TVN24.
14 września 2020 TVN24 BiS reaktywował swoje własne produkcje.
Od 24 lutego do 4 kwietnia 2022, w związku z agresją Rosji na Ukrainę, TVN24 BiS w dużej mierze retransmitował program TVN24.
W 2023 roku udział stacji w rynku wynosił 0,54% w grupie 4+.
Kanał początkowo nadawał w godz. 8:00-2:30.
30 stycznia 2014 r. Kanał zaczął nadawać całodobowo dodając nocne pasmo powtórkowe.

## Ludzie

### Kierownictwo stacji
- Redaktor naczelna: Katarzyna Ramotowska[6]
- Szefowa Sekcji Producentów i Koordynacji: Agata Gorgoń

### Prowadzący
- Jan Niedziałek
- Michał Sznajder
- Monika Tomasik
- Cezary Królak
- Paula Praszkiewicz
- Marcin Masewicz
- Jacek Stawiski
- Marcin Wrona
- Hubert Kijek

### Fakty o Świecie

#### Prowadzący
- Michał Sznajder
- Jolanta Pieńkowska
- Monika Tomasik
- Jan Niedziałek
- Cezary Królak
- Katarzyna Sławińska[9]

#### Reporterzy i wydawcy
- Cezary Królak
- Marcin Masewicz
- Maciej Niebylski
- Mateusz Malinowski
- Łukasz Chatys
- Jakub Loska
- Joanna Stempień
- Justyna Zuber
- Hubert Kijek
- Justyna Kazimierczak
- Szymon Kazimierczak
- Angelika Maj

## Programy

### Aktualne programy
- Dzień na świecie (od poniedziałku do piątku – 16:00)
- Fakty o Świecie (od poniedziałku do czwartku – 18:30 i 20:20; piątki - 18:30 i 20:00)
- Fakty (codziennie – 19:00)
- Fakty po Faktach (codziennie – ok. 19:30)
- Kropka nad i (od poniedziałku do czwartku – 20:00)
- 24 godziny (od poniedziałku do piątku – 21:45)
- Czarno na białym (od poniedziałku do czwartku - 23:00)
- Polska i świat (powtórka) (od poniedziałku do czwartku - 23:40; piątki - 23:55)
- Ranking Mazura (sobota 18:00)
- Szkło Kontaktowe (powtórka) (codziennie - 08:00)
- Loża prasowa (powtórka) (niedziela - 14:40, poniedziałek - 09:50)
- Reportaże oraz dokumenty

#### Programy tworzone dla TVN24 BiS i TVN24+
- Alarm dla Ziemi
- Kijek w kosmosie
- Horyzont
- Rozmowy na szczycie

### Archiwalne programy
- Poranek na BiS
- Otwarcie dnia
- Świat w południe
- Piąta strona świata[10]
- Dzień na rynkach
- Korespondent[10]
- Showbiznes i świat[10]
- Epicentrum[11]
- Świat technologii[12]
- Tydzień według Jacka[10]
- Biznes dla ludzi
- Świat o czwartej
- Bilans
- 24 godziny po południu
- Czas przyszły
- Sprawdzam
- Babilon
- Dzień na BiS
- Byk i Niedźwiedź

## Oddziały zagraniczne
Biura zagraniczne Faktów i TVN24 BiS mieszczą się w:
- Brukseli
- Londynie
- Waszyngtonie